# Dicranota ophidia
Dicranota ophidia är en tvåvingeart som beskrevs av Alexander 1975. Dicranota ophidia ingår i släktet Dicranota och familjen hårögonharkrankar.
Artens utbredningsområde är Iran. Inga underarter finns listade i Catalogue of Life.